# Università Nazionale di Tucumán
L'Università Nazionale di Tucumán (in spagnolo: Universidad Nacional de Tucumán), acronimo UNT, è un'università pubblica argentina situata nella città di San Miguel de Tucumán, capoluogo della provincia di Tucumán. Fondata nel 1914 è il principale ateneo del nord-ovest del Paese.

## Storia
L'università fu fondata il 25 maggio 1914 durante la presidenza di Roque Sáenz Peña.

## Organizzazione
L'università è suddivisa nelle seguenti istituzioni:

### Facoltà
- Agronomia e Zootecnia
- Architettura ed Urbanistica
- Arti
- Biochimica, Chimica e Farmacia
- Economia
- Scienze Esatte e Tecnologia
- Scienze Naturali
- Giurisprudenza e Scienze Sociali
- Educazione Fisica
- Lettere e Filosofia
- Medicina
- Odontoiatria
- Psicologia

### Scuole
- Scuola Universitaria di Infermieristica
- Scuola Universitaria di Cinema, Video e Televisione
- Belle Arti

### Istituti
- Istituto Superiore di Musica
- Istituto Tecnico

### Altre istituzioni
- Scuola e Liceo Vocazionale Sarmiento